# Dicteniophorus
Dicteniophorus is een geslacht van kevers uit de familie  
kniptorren (Elateridae).
Het geslacht is voor het eerst wetenschappelijk beschreven in 1863 door Candèze.

## Soorten
Het geslacht omvat de volgende soorten:
- Dicteniophorus badiipennis Candèze, 1863
- Dicteniophorus bifoveatus Carter, 1939
- Dicteniophorus elegans Carter, 1939
- Dicteniophorus fusiformis Candèze, 1863
- Dicteniophorus lineatus Schwarz, 1902
- Dicteniophorus melanoderus Candèze, 1863
- Dicteniophorus quadrifoveatus Carter, 1939
- Dicteniophorus ramifer (Eschscholtz, 1829)
- Dicteniophorus robustus Schwarz, 1902
- Dicteniophorus rufolineatus Carter, 1939
- Dicteniophorus vitticollis W.J. Macleay, 1872